# Теодозій (Рудницький)
Теодо́зій Рудни́цький-Любене́цький (можливо, світське ім'я мав Теодор, іноді Рудни́цький-Лубенецький гербу Сас (пол. Teodozy Rudnicki-Lubieniecki herbu Sas) (бл. 1698 чи 1700 — 1750 або кінець жовтня — початок листопада 1751) — єпископ Української греко-католицької церкви; з 1730 року — єпископ Луцький та Острозький. Старший брат єпископа УГКЦ Сильвестра Рудницького-Любенецького.

## Життєпис
Теодозій Рудницький-Любенецький народився в шляхетській родині римо-католиків Олександра Рудницького-Любенецького і Маріанни з Тимінських. Сім'я належала до гілки Сасів Любенецьких (Любенецьких гербу Сас), які прийняли прізвище Рудницькі, правдоподібно від села Рудники. Теодозій був старшим братом єпископа УГКЦ Сильвестра Рудницького-Любенецького.
Навчався у Львівській колегії отців єзуїтів у 1711–1717 роках. За даними Людоміра Бєньковського, у 1714 (приблизно)-1720 роках навчався в семінарії оо. Місіонерів та Театинців у Львові.. Брав участь у Замойському синоді (26 серпня — 17 вересня 1720) — підписав акти синоду як «Теодор Рудницький, диякон, папський алюмн Львівської семінарії греко-унійного обряду».
Згодом вступив до Чину отців василіян та став ігуменом Почаївського монастиря (підписувався не суперіором (латинський титул), а саме «ігуменом Почаївським»). З часом отримав призначення бути ректором Василіянської колегії в Гощі на Волині, та отримав посаду архимандрита в Каневі. Перебуваючи на цій посаді, брав участь у конгресі ієрархів УГКЦ в Луцьку 1725 року, обранні Атанасія Шептицького коад'ютором митрополита Лева ІІ Кишки у Володимирі 1728 року. 1727 року король призначив його коад'ютором Луцького єпископа Йосифа Виговського, хоча посади, певне, не отримав.
На початку 1730 року, по смерті владики Йосифа Виговського його призначили єпископом Луцьким та Острозьким з почесним титулом екзарха Митрополії УГКЦ, яким Луцькі єпископи володіли з кінця XVI ст. Королівську номінацію на єпископство отримав 1 жовтня 1730 року в Дрездені. «Processus informativus» про нього, перед поставленням в єпископи, датується 4 липнем 1730 року. Тут він характеризується як чоловік мудрий, що відрізнявся великим розумом і досвідом у справах, добрий богослов, з непорочним життям та чесною вдачею, який завжди жив по католицьки та не був противником католицької віри та зберігав її в чистоті. 18 жовтня 1732 року владика Теодозій отримав грамоту польського короля Августа II Сильного з дозволом на друк церковних книжок руською мовою у Почаївському монастирі.
У 1742 році за підтримки графа Генріха Брюля та князів Чорторийських розпочав старання про призначення на коад'ютора митрополита з правом наступництва, однак без успіху. В 1743 році брав участь у генеральній Дубенській капітулі василіян як королівський легат. 4 січня 1746 отримав у підпорядкування багату Жидичинську архимандрію, а після смерті митрополита Атанасія Шептицького (між 30.11–10.12) 1746 року отримав королівську номінацію від Августа III 28 січня 1747 року на призначення Київським митрополитом. Однак, митрополитом не став, відмовившись від цієї номінації через протидію цьому призначенню католицького духовенства (особливо єпископа-коад'ютора віленського Юзефа Сапєги) та василіян, натомість митрополитом став архієпископ Полоцький Флоріян Гребницький (5 січня 1748 року Август III скасував свою номінацію, затвердивши, натомість, Гребницького), кандидатуру якого подав королеві кардинал Аннібале Альбані. За даними Людоміра Бєньковського, «камарилья двору» підтримувала Теодозія Рудницького, його противником був, зокрема, нунцій. Теодозію Рудницькому закидали «ортодоксальність», контакти зі «схизматиками» в Києві, порушення процедури входження на посаду. Адміністратором Митрополії в Новогрудку більшістю голосів єпископів (Теодозій Рудницький отримав 0) 19 червня 1747 обрали Флоріяна Гребницького. «Протектори» Теодозія Рудницького (міністри, канцлер та підканцлер коронні) під час перемовин з нунцієм сказали, що порушили процедуру через небажання йти на конфлікт з королем. Папа 4 квітня 1748 видав бреве для короля, в якому сказав, що вибори митрополита єпископами має тільки рекомендаційний характер, не применшує право короля призначати на посаду свою кандидатуру. Теодозій Рудницький зрікся королівської номінації.
Автор твору «Vindicatio genuini sensus ecclesiae Catholico-Ruthenae. De forma sacramenti eucharystiae authoritati SS. Patrum Orientalium innixa, propria vero traditione ejusdem Ecclesiae Ruthenae firmata», який видано у Львові 1748.